# Бердяев, Аркадий Васильевич
Аркадий Васильевич Бердяев (1823—1891) — русский общественный деятель и мыслитель, автор проекта российской конституции.

## Биография
Родился в семье харьковского помещика, в 1843 окончил Харьковский университет, с 1844 служил в министерстве внутренних дел. В мае 1845 арестован по доносу «за сочинение бумаг», по приговору суда выслан в Симбирск под надзор полиции. Освобожден от надзора в 1850.
Изъятый полицией у Бердяева архив включает статьи и публицистические заметки на юридические и философские темы, которые содержат критику самодержавной юстиции и славянофильской идеологии; наиболее интересны 3 варианта проекта государственного устройства России, представляющие страну в виде конституционной монархии.
Похоронен в селе Непокрытое Харьковского уезда.